# Oplanský potok
Oplanský potok je levostranný přítok a potok ve Středočeském kraji, jedná se o krátký nevýznamný potok, který protéká obcí Oplany a Stříbrná Skalice. Tok je dlouhý 4,6 km a podél potoka vede cyklostezka 0086 z Nučic do Stříbrné Skalice.

## Průběh toku
Na horním toku protéká výše zmíněnou obcí. Jihozápadně od Oplan vtéká do hlubšího lesnatého údolí, po jehož opuštění se obrací na jih. Na dolním toku proudí podél kraje lesa k východnímu okraji Stříbrné Skalice. Zde se vlévá do Jevanského potoka na jeho 1,2 říčním kilometru. Plocha povodí měří 9,3 km2.